# クレオダ (マーシア王)
クレオダ（Creoda、540年頃 - 593年頃）は、七王国時代のマーシア王国に君臨したとされる王（在位：585年頃 - 593年頃）である。彼はマーシア王国の創始者であり、マーシア王家の祖とされるイクリンガス（Iclingas）の始祖としても考えられている。

## 生涯
クレオダの生涯については、他の初期アングロ・サクソン諸国の王と同様に、記録が極めて少ない。伝承によれば、彼はキュネワルドの息子、クネバの孫、そしてイチェルの曾孫であるとされる。マーシア王家は、このイチェルの名をとってイクリンガスと呼ばれた。アングロサクソン年代記では、クレオダの死は593年と伝えられている。

## 治世とマーシア王国の形成
クレオダは、585年頃にマーシアの王位に就いたと推定されている。彼の治世において、アングル人の一派が現在のマーシアと呼ばれる地域に定着し、王国を形成したと考えられている。これは、初期のアングル人がさらに東方に定住していたものの、クレオダの時代に現在のミッドランズ地方へと移動し、この地をその勢力範囲としたという説によって説明される。彼はタムワースに城砦を築き、王城としたとされる。

## 歴史的評価と後世への影響
クレオダは、マーシア王国の初代王としてしばしば言及されるが、その存在については一部の学者間で議論がある。特に、彼が実際に王位に就いていたのか、あるいはマーシア王家イクリンガスの系譜を正当化するための半伝説的存在であるのかという点で、見解が分かれている。しかし、ヘンリー・オブ・ハンティングドンの『アングル人の歴史』など、12世紀以降の文献には彼がマーシアの王として記録されており、その死も593年とされている。
クレオダの死後、王位は息子とされるピュバに引き継がれた。マーシア王国は、その後ペンダ王の時代にイングランドにおける強大な勢力となるが、その基礎はクレオダの時代に築かれたものと考えられている。

## 系譜
- 父：キュネワルド
- 子：ピュバ